# Municipio de Mount Sterling
El municipio de Mount Sterling (en inglés: Mount Sterling Township) es un municipio ubicado en el condado de Brown en el estado estadounidense de Illinois. En el año 2010 tenía una población de 4673 habitantes y una densidad poblacional de 48,44 personas por km².

## Geografía
El municipio de Mount Sterling se encuentra ubicado en las coordenadas 39°58′33″N 90°44′14″O / 39.97583, -90.73722. Según la Oficina del Censo de los Estados Unidos, el municipio tiene una superficie total de 96.46 km², de la cual 96.31 km² corresponden a tierra firme y (0.16%) 0.15 km² es agua.

## Demografía
Según el censo de 2010, había 4673 personas residiendo en el municipio de Mount Sterling. La densidad de población era de 48,44 hab./km². De los 4673 habitantes, el municipio de Mount Sterling estaba compuesto por el 65.12% blancos, el 27.33% eran afroamericanos, el 0.24% eran amerindios, el 0.28% eran asiáticos, el 0.02% eran isleños del Pacífico, el 6.42% eran de otras razas y el 0.6% pertenecían a dos o más razas. Del total de la población el 8.3% eran hispanos o latinos de cualquier raza.